# Transmisión del budismo por la Ruta de la Seda

Rutas de la expansión budista. El mahayana se difundió en China a través de la Ruta de la Seda.

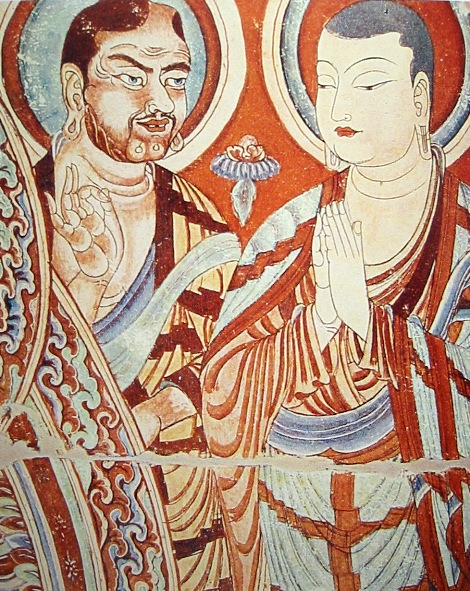
Este fresco de las Cuevas de los Mil Budas de Bezeklik (siglo IX) muestra un monje de Asia Central (pelirrojo y con ojos azules) que enseña a uno oriental.
Aunque Albert von Le Coq (1913) asumió que el primer monje era tocario, la erudición moderna ha identificado las otras figuras caucásicas del mismo templo de la cueva como sogdianos, pueblo iranio que estableció una pequeña comunidad en Turfan durante la dinastía Tang (ss. VII-VIII) y el reino Qocho (ss. IX-XIII).

La fe budista entró en China a través de la Ruta de la Seda, comenzando en el siglo I o II d. C., durante la dinastía Han. Las primeras traducciones  documentadas hechas por monjes budistas en China se realizaron en el siglo II d. C., difundidas por el Imperio Kushan hacia el territorio limítrofe de la Cuenca del Tarim. Estos contactos transmitirían el budismo Sarvastivadan y Tamrashatiya por Asia Oriental.
El budismo Theravada se desarrolló a partir del Canon Pali en la escuela Tamrashatiya de Sri Lanka y se extendió por todo el Sudeste Asiático. Mientras tanto, el budismo Sarvastivada cruzaba desde el norte de India hasta China a través de Asia central.
El contacto directo entre budismo centroasiático y chino siguió de hasta la dinastía Tang (siglo VII). Desde el siglo IV en adelante, peregrinos chinos como Faxian (395-414) y más tarde Xuanzang (629-644) comenzaron a viajar al norte de la India para acceder a las escrituras originales. Entre los siglos III y VII, partes de la ruta terrestre entre el norte de la India y China fueron gobernadas sucesivamente por los Xiongnu, dinastía Han, Imperio Kushan, Imperio heftalita, los Köktürks y la dinastía Tang. La forma india del tantra budista (Vajrayana) llegó a China en el siglo VII. El budismo tibetano se estableció como una rama del Vajrayana en el siglo VIII.
Pero a partir de esta época, el intercambio budista de la Ruta de la Seda comenzó a declinar con la conquista musulmana de Transoxiana (véase Batalla de Talas), de lo que resultó el Kanato uigur hacia el 740. El budismo en India declinó por el resurgimiento del hinduismo y la conquista musulmana de la India. Además durante parte del siglo IX, en la China Tang, se desató una persecución antibudista, si bien reapareció en dinastías posteriores. La dinastía Liao occidental era la dinastía budista sinítica que vivió la invasión mongola de Asia Central, que resultó en una mayor islamización de esta región. Los mongoles abrazaron el budismo tibetano a partir de la dinastía Yuan. Sin embargo, los otros kanatos, Ilkanato, Chagatai  y la Horda de Oro eventualmente se convirtieron al islam.
Las tradiciones del budismo chino, coreano, japonés, vietnamita y del sudeste asiático continuaron hasta hoy. En 2019, China tiene la mayor población de budistas del mundo con casi 250 millones, seguida de Tailandia con alrededor de 70 millones (ver Budismo por país).

## Transmisión septentrional

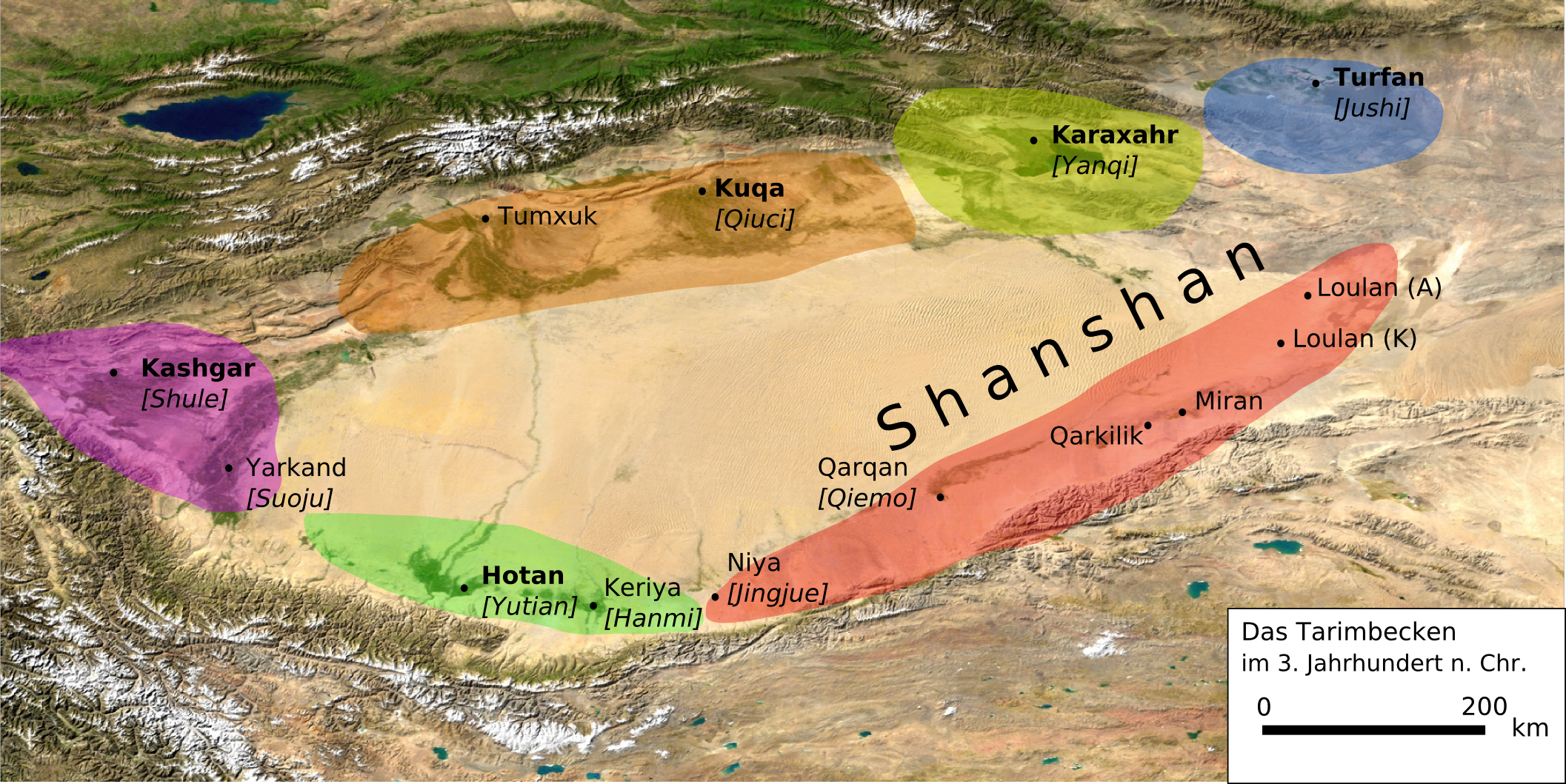
Reinos en la cuenca del Tarim durante el siglo III, conectando el territorio de China con el del Imperio Kushan: Kashgar, Kucha, Khotan, Karasahr, Shanshan, Turfan.

Paritendo del Norte de la India y de Asia Central, el budismo transmitido a China se basa en la escuela Sarvastivada, con traducciones del sánscrito al chino y tibetano. Estos más tarde formaron la base del budismo Mahayana, que se difundió a Japón y Corea desde China. Estas traducciones, que conservaban pocos restos del sánscrito original, constituyeron la vía septentrional. 

### Primeros contactos
El budismo "invadió" China a través de la Ruta de la Seda. Los monjes budistas viajaron con caravanas de comerciantes por la Ruta para predicar su nueva religión. El lucrativo comercio de seda china a lo largo de esta ruta comercial comenzó durante la dinastía Han (206 a. C. - 220 d. C.), con viajes de personas como Zhang Qian  que establecieron vínculos entre China y Occidente.
Alejandro Magno estableció los reinos helenísticos (323 a. C. - 63 a. C.) y las redes comerciales que se extendían desde el Mediterráneo hasta Asia Central. El punto más oriental era Alejandría Escate, seguidos se hallaban los reinos grecobactrianos (250-125 a. C.) en Afganistán y los posteriores reinos indogriegos (180 a. C.-10 d. C.). Uno de los reinos griegos descendientes, el Dayuan (que significa "grandes jonios"), fueron derrotados por los chinos en la guerra Han-Dayuan. La victoria china en la guerra contra los Xiongnu contribuyó a la seguridad de la Ruta frente a ataques de los nómadas de la estepa euroasiática.
La transmisión del budismo a China a través de la Ruta de la Seda comenzó en el siglo I d. C. con un relato semilegendario de una embajada enviada a Occidente por el emperador Ming.
Sin embargo, los mayores contactos comenzaron en el siglo II d. C., quizá como consecuencia de la expansión del Imperio Greco-Budista Kushán en el Tarim, con esfuerzos misioneros de un gran número de monjes budistas de Asia Central. Los primeros misioneros y traductores de las escrituras budistas al chino fueron partos, kushan, sogdianos o tocarios.

### Misioneros de Asia Central

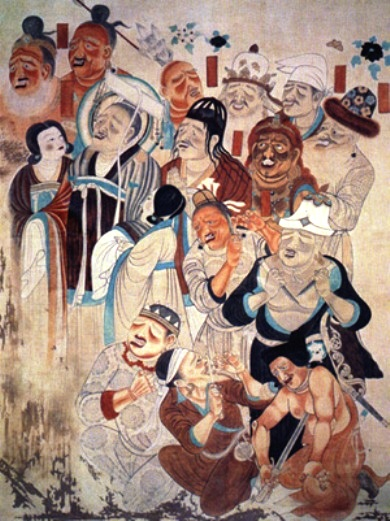
Pueblos de la Ruta de la Seda. Cuevas de Mogao, Dunhuang, China,.

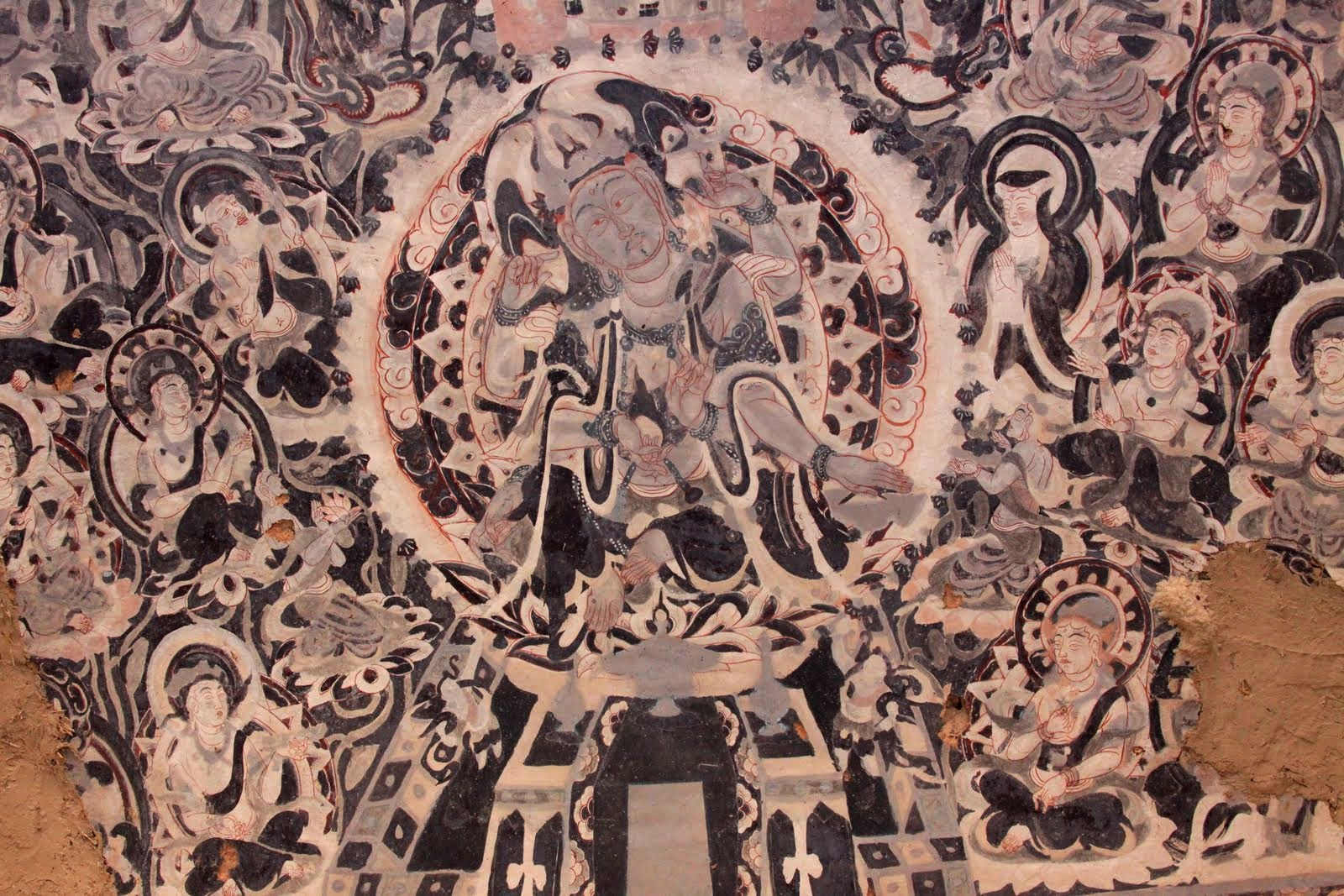
Mural del Bodhisattva. Obra china que muestra la influencia centroasiática. Cuevas de Mogao, China.

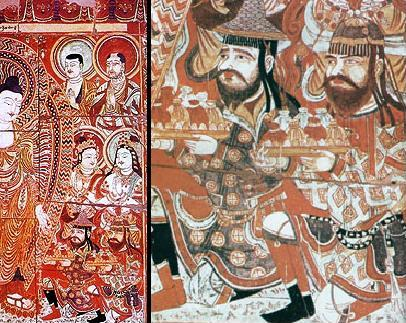
Donantes sogdianos a Buda (fresco, ampliación). Bezeklik, Tarim oriental, China,.

Entrado el siglo II, el rey Kaniṣka lideró la expansión del Imperio Kushan (con capital en Purushapura, actual Peshawar) hacia Asia Central. Como consecuencia, los intercambios culturales aumentaron enormemente con las regiones de Kasgar, Jotan y Yarkand (todas en la cuenca del Tarim. Los misioneros budistas centroasiáticos comenzaron a predicar poco después en las capitales chinas de Luoyang y, a veces, en Nankín, donde se distinguieron particularmente por su trabajo de traducción, sobre todo de las escrituras Hīnayāna y Mahāyāna. Los nombres de treinta y siete de estos primeros traductores de textos budistas son conocidos.
- An Shigao, príncipe parto que hizo las primeras traducciones conocidas de los textos budistas de Hīnayāna al chino (148-170)
- Lokakṣema, un monje kushan y el primero en traducir las escrituras Mahāyāna al chino (167–186)
- An Xuan,  comerciante parto que se convirtió en monje en China en 181
- Zhi Yao (c. 185),  monje Kushan en la segunda generación de traductores después de Lokakṣema.
- Kang Meng-hsiang (194-207), el primer traductor de Kangju
- Zhi Qian (220-252),  monje kushan cuyo abuelo se había establecido en China durante 168-190
- Zhi Yueh (c.230),  monje Kushan que trabajó en Nanjing
- Kang Senghui (247-280), nacido en Jiaozhi (o Chiao-chih) cerca de la moderna Hanói en lo que entonces era el extremo sur del imperio chino, hijo de un comerciante sogdiano[13]
- Tan-ti (c.254), un monje parto
- Po Yen (c.259), un príncipe de Kuche
- Dharmarakṣa (265–313), un kushan cuya familia había vivido durante generaciones en Dunhuang
- An Fachiin (281-306), un monje de origen parto
- Po Srimitra (317–322), un príncipe de Kuche
- Kumārajīva (c. 401), un monje kucheano y uno de los traductores más importantes
- Dharmakṣema (385-433), erudito que trajo el Mahāyāna Mahāparinirvāṇa-sūtra a China
- Fotudeng (siglo IV),monje de Asia Central que se convirtió en consejero de la corte china
- Bodhidharma (440-528), el fundador de la escuela de budismo Chan (Zen) y el legendario creador del entrenamiento físico de los monjes Shaolin que condujo a la creación del kung fu Shaolin. Según la primera referencia a él, por Yang Xuanzhi, era un monje centroasiático  a quien Yang Xuanshi conoció alrededor del 520 en Luoyang.[14] En el arte budista, Bodhidharma se representa como un bárbaro bastante malhumorado, con una barba profusa y los ojos muy abiertos. Se le conoce como "El bárbaro de ojos azules" (碧眼胡: Bìyǎn hú) en los textos chinos Chan.[15]
- Cinco monjes de Gandhāra que viajaron en 485 EC al país de Fusang ("el país del extremo este" más allá del mar, probablemente Japón), donde introdujeron el budismo.[a]
- Jñānagupta (561–592), monje y traductor de Gandhāra
- Śikṣānanda (652–710 d. C.), monje y traductor de Udyāna, Gandhāra
- Prajñā (c. 810), un monje y traductor de Kabul que educó al japonés Kūkai en textos sánscritos.

### Primeras traducciones al chino

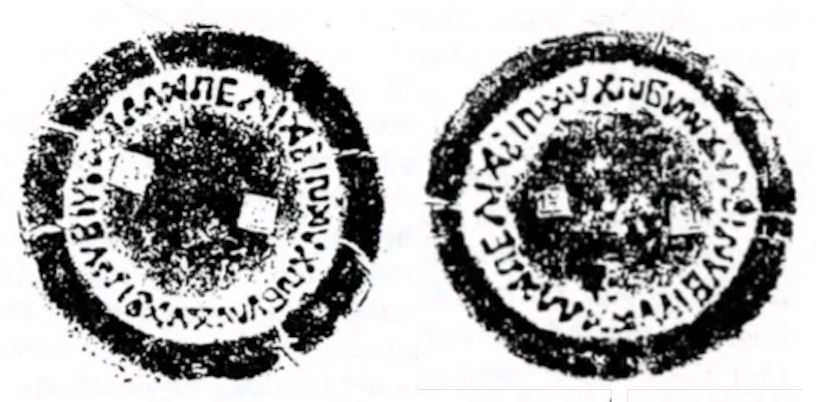
Inscripciones Han del Este en lingotes de plomo, utilizando el alfabeto griego al estilo Kushán. Excavadas en Shaanxi, China, siglos I-II d. C.

La primera traducción documentada de escrituras budistas al chino se produce en el año 148 d. C. con la llegada del príncipe parto convertido en monje, An Shigao (cap. 安世高). Trabajó para establecer templos budistas en Luoyang y organizó la traducción de escrituras budistas al chino, lo que atestigua el comienzo de una ola de proselitismo budista de Asia central que duraría varios siglos. An Shigao tradujo textos budistas sobre doctrinas básicas, meditación y abhidharma. An Xuan (安玄), un laico parto que trabajó junto a An Shigao, también tradujo un texto budista Mahāyāna temprano sobre el camino del bodhisattva.
El budismo Mahāyāna fue ampliamente propagado por primera vez en China por el monje Kushan Lokakṣema (支婁迦讖, activo hacia 164–186 EC), que provenía del antiguo reino budista de Gandhāra. Lokakṣema tradujo importantes sūtras  Mahāyāna, como el Aṣṭasāhasrikā Prajñāpāramitā Sūtra, así como algunos sūtras antiguos y raros sobre temas como el samādhi y la meditación sobre el buda Akṣobhya. Estas traducciones de Lokakṣema continúan brindando información sobre el período temprano del budismo Mahāyāna.

### Peregrinos chinos en India
Desde el siglo IV, los peregrinos chinos también comenzaron a viajar por la Ruta de la Seda hacia la India, el origen del budismo, para tener un mejor acceso a las escrituras originales. Según fuentes chinas, el primer chino en ser ordenado fue Zhu Zixing, después de peregrinar a Asia Central en el 260.
Solo a partir del siglo IV d. C. los propios monjes budistas chinos comenzarán a viajar a la India para descubrir el budismo de primera mano. Se dice que la peregrinación de Faxian a la India (395–414) fue la primera significativa. Partió por la Ruta de la Seda, permaneció seis años en la India y luego regresó por mar. Xuanzang (629–644) y Hyecho viajaron de Corea a la India.
El más famoso de los peregrinos chinos es, quizá, Xuanzang (629–644), cuya vasta y precisa obra define un "nuevo período de traducciones", en contraste con las obras más antiguas de Asia Central. También dejó un relato detallado de sus viajes. Los relatos legendarios del santo sacerdote Xuanzang fueron descritos en la famosa novela Viaje al oeste, que presenta su viaje interrumpido por desafíos contra demonios que supera con la ayuda de sus discípulos.

### Papel de los comerciantes
Durante los siglos V y VI, los comerciantes jugaron un papel importante en la difusión de la religión, en particular el budismo, pues encontraron que las enseñanzas morales y éticas del budismo eran una alternativa atractiva a las religiones anteriores. Como resultado, los comerciantes apoyaron los monasterios budistas situados por la red de Rutas de la Seda. A cambio, los budistas daban a los comerciantes cobijo. Luego, los comerciantes difundieron el budismo en encuentros extranjeros mientras viajaban. Los comerciantes también ayudaron a establecer una diáspora dentro de las comunidades que encontraron y, con el tiempo, sus culturas se basaron en el budismo. Debido a esto, estas comunidades se convirtieron en centros de alfabetización y cultura con mercados, alojamiento y almacenamiento. La transmisión del budismo por la Ruta de la Seda terminó esencialmente alrededor del siglo VII con el surgimiento del Islam en Asia Central.

### Declive del budismo en Asia Central y Xinjiang
El budismo en Asia Central comenzó a declinar en el siglo VII en el transcurso de la conquista musulmana de Transoxiana. Un punto de inflexión fue la batalla de Talas de 751. Este desarrollo también resultó en la extinción de la cultura budista tocaria del Tarim durante el siglo VIII.
Esta transmisión entre el Lejano Oriente y el budismo indio llegó a su fin en el siglo VIII, por un lado porque el Islam en Asia Central reprimió el budismo a lo largo de la propia Ruta de la Seda, pero también porque el budismo tanto en India como en China estaba en declive en ese momento.
A partir del siglo IX, por lo tanto, las diversas escuelas de budismo que sobrevivieron comenzaron a evolucionar independientemente unas de otras. En la parte oriental del Tarim, el budismo de Asia central sobrevivió hasta el período medieval tardío como religión del reino uigur Kara-Khoja (véase Cuevas de Bezeklik). Además budismo se convirtió en una de las religiones del Imperio mongol y del kanato de Chagatai y, a través de los oirates, en la religión de los calmucos, que se establecieron en el Caspio en el siglo XVII. Eventualmente, el budismo de Asia central sobrevivió hasta hoy solamente en Tíbet y en Mongolia.

### Influencias artísticas

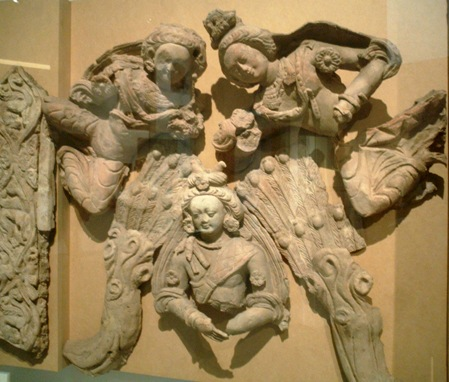
"Gesto heroico del Bodhisattva", terracota. siglos VI-VII, Tumshuq (Sinkiang)

Los esfuerzos misioneros de Asia Central a lo largo de la Ruta de la Seda fueron acompañados por un flujo de influencias artísticas, visibles en el desarrollo del arte serindio desde el siglo II al XI d. C. en el Tarim, la moderna Sinkiang. El arte serindio a menudo se deriva del arte del distrito de Gandhāra, en lo que ahora es Afganistán y Pakistán.
También se pueden encontrar formas de sincretismo altamente sinizado en las porciones orientales de la cuenca del Tarim, como en Dunhuang. Estas influencias artísticas llegan hasta Japón hasta el día de hoy, por ejemplo en motivos arquitectónicos o representaciones de dioses japoneses.

## Transmisión meridional
A partir de Sri Lanka, el budismo es transmitido al sudeste asiático, específicamente basado en la escuela Tamrashatiya. Se valdrá para ello de traducciones del pali a idiomas como el tailandés, birmano, etc. con el corpus del canon Pāli. Estos más tarde formaron la base del budismo Theravada. En ámbitos académicos esta vía la conoce como transmisión del sur o meridional. 

## Historiografía china del budismo
El Libro de los últimos Han (siglo V), compilado por Fan Ye (398-446 d. C.), documentó el budismo chino más temprano. Esta historia registra que alrededor del 65 d. C., el budismo ya se practicaba en la corte del emperador Ming de Han (58-75 d. C.) en Luoyang (provincia de Henan) y la de su medio hermanastro el rey Ying (r. 41-70 EC) de Chu en Pengcheng (Jiangsu moderno). Originalmente, el Libro de Han suscitó discusiones sobre si el budismo llegó por primera vez a China por vía marítima o terrestre; así como sobre los orígenes del budismo en India o China.
A pesar de las historias seculares chinas como el Libro de Han que data de la introducción del budismo en el siglo I, algunos textos y tradiciones budistas afirman fechas anteriores en la dinastía Qin (221-206 a. C.) o la antigua dinastía Han (208 a. C.-9 d. C.).

### El sueño del emperador Ming
Muchas fuentes relatan la "leyenda piadosa" del emperador Ming soñando con Buda y enviando enviados a Yuezhi (en una fecha dada como 60, 61, 64 o 68 d. C.) y su regreso (entre 3 y 11 años después) trayendo textos sagrados y a los primeros misioneros budistas, Kāśyapa Mātanga (Shemoteng 攝摩騰 o Jiashemoteng 迦葉摩騰) y Dharmaratna (Zhu Falan 竺法蘭). Estos tradujeron el "Sutra en cuarenta y dos secciones" al chino, fechado tradicionalmente en el año 67, pero probablemente posterior al 100. El emperador construyó en su honor el Templo del Caballo Blanco (Baimasi), el primer templo budista en China, arrancando así, según estas fuente, el budismo chino. Todos los relatos del sueño del emperador Ming y la embajada de Yuezhi se derivan de la introducción anónima (mitad s. III) del Sutra de los cuarenta y dos capítulos.

### Emperador Wu y el Hombre Dorado
El Libro de Han registra que en 121 a. C., el emperador Wu de Han envió al general Huo Qubing a atacar a los Xiongnu. Huo derrotó al pueblo del príncipe Xiutu (休屠), en la provincia de Gansu, y "capturó a un hombre dorado usado por el rey de Hsiu-t'u para adorar al cielo". El hijo de Xiutu fue capturado, pero  se convirtió en el favorito del emperador Wu que le otorgó el nombre de Jin Midi, cuyo apellido Jin (金 "oro") alude al "hombre de oro". La estatua dorada se trasladó más tarde al templo de Yunyang (雲陽), cerca del palacio de verano real Ganquan (甘泉), en el actual Xianyang, Shaanxi).
El libro del siglo VI Un nuevo relato de los cuentos del mundo afirma que este hombre dorado alcanzaba más de diez pies de altura y que el emperador Wu de Han (r. 141-87 a. C.) le sacrificó en el palacio Ganquan y que "así es como el budismo se extendió en China".

## Otras lecturas
- Christoph Baumer, Montaña sagrada de China: un viaje ilustrado al corazón del budismo. IBTauris, Londres 2011. ISBN 978-1-84885-700-1
- Richard Foltz, Religiones de la ruta de la seda, Palgrave Macmillan, 2.ª edición, 2010,ISBN 978-0-230-62125-1
- Sally Hovey Wriggins, El viaje por la ruta de la seda con Xuanzang, Westview Press, 2004,ISBN 0-8133-6599-6
- JIBIN, RUTA JI BIN Y CHINA Archivado el 9 de abril de 2017 en Wayback Machine.

- Datos: Q7515193